# Claire Buhrfeind
Claire Buhrfeind (ur. 3 sierpnia 1998 w Plano w stanie Teksas) – amerykańska wspinaczka sportowa. Specjalizuje się w prowadzeniu, wspinaczce na czas oraz we wspinaczce łącznej. Wicemistrzyni świata we wspinaczce sportowej w konkurencji wspinaczki łącznej z 2016.

## Kariera
W 2016 na mistrzostwach świata we Francji w Paryżu wywalczyła srebrny medal we wspinaczce sportowej w konkurencji wspinaczki łącznej.
Uczestniczka World Games we Wrocławiu w 2017, gdzie zajęła ósme miejsce w prowadzeniu.
Wielokrotna uczestniczka, prestiżowych, elitarnych zawodów wspinaczkowych Rock Master we włoskim Arco, gdzie w 2018 zajęła czwarte miejsce.

## Osiągnięcia

### Mistrzostwa świata
| Konkurencje       | 2016 | 2018 |
| Bouldering        | 41   | 41   |
| Prowadzenie       | 7    | 15   |
| Wsp. na czas      | 24   | 24   |
| Wspinaczka łączna | 2    | 9    |

### World Games
| Konkurencje | 2017 |
| Prowadzenie | 8    |

### Rock Master
| Konkurencje  | 2016 | 2017 | 2018 |
| Prowadzenie  | 31   | 16   | 4    |
| Wsp. na czas | —    | —    | 25   |